# Nunca Fomos Tão Modernos
Nunca Fomos Tão Modernos é um filme de comédia romântica brasileiro de 2022, escrito por Ana Maria Moretzsohn e Guga Coelho e dirigido por Alexandre Moretzsohn e Guga. O filme é todo realizado em família, uma vez que Ana Maria é mãe de Alexandre e Guga. A trama gira em torno da crise no casamento entre Santiago (Guga Coelho) e Marina (Leticia Spiller).

## Sinopse
A relação de Marina (Letícia Spiller) com o marido (Gustavo Moretzsohn) tem andado em crise. Ele já não nutre mais interesse no casamento e Marina não se conforma com essa situação. Para chamar atenção de seu marido, ela resolve inventar um caso amoroso com seu melhor amigo (Dudu Azevedo), que é gay.

## Elenco
- Letícia Spiller como Marina Sampaio
- Guga Coelho como Santiago Sampaio
- Dudu Azevedo  como Argeu[4]
- Lucinha Lins como Sônia
- Ney Santanna como Augusto Motta
- Luiza Tomé como Laura Motta
- Manuela Duarte como Clara
- Álamo Facó como Dino

## Produção
Além de dirigir, Gustavo Moretzsohn também assina o roteiro em parceria com Ana Maria Coelho Moretzsohn e Sérgio Marques. Inicialmente, o filme tinha como título Desejos Modernos e estava previsto para ser lançado em 2016. Entretanto, por falta de orçamento e conclusão da produção, somente conseguiu ser lançado em 2022. Trata-se de é uma produção independente sem recursos de incentivos fiscais, sendo toda feita por amigos. Contou com apoio do Canal Brasil. As gravações ocorreram inteiramente no Rio de Janeiro.

## Lançamento
O filme foi lançado comercialmente no Brasil a partir de 21 de abril de 2022 pela Pipa Pictures, com distribuição em salas de cinemas nas capitais brasileiras. Antes de finalmente ganhar uma data de estreia, a produção do filme passou por uma longa crise para encontrar recursos para distribuir o filme. Sobre as dificuldades, o diretor, roteirista e um dos protagonistas do filme, Gustavo Moretzsohn, disse em entrevista ao website TELA VIVA:

Eu investi meu dinheiro e o dinheiro de parceiros nesse projeto. Então sinto que preciso dar alguma coisa em retorno, para além do discurso. A expectativa, agora, é olhar para a tela e falar 'esse é o resultado da confiança que vocês têm em mim'. Meu ganho é ver que as pessoas que confiaram em mim podem seguir confiando. É um trabalho muito sério